# Tipula (Yamatotipula) vicina
Tipula (Yamatotipula) vicina is een tweevleugelige uit de familie langpootmuggen (Tipulidae). De soort komt voor in het Nearctisch gebied.